# صفوان جمال
صفوان بن مهران بن مغیره اسدی کاهلی از یاران جعفر صادق و موسی کاظم و راوی احادیث آنان است. نام او در سلسله سندهای زیارت اربعین، زیارت وارث و دعای علقمه است. او شتربان بود و به همین جهت به جمّال معروف بود. او از راویان ثقه نزد امامیه به‌شمار می‌رود. زمان و مکان تولدش دقیقاً مشخص نیست. صفوان چندین مرتبه جعفر صادق را از مدینه به کوفه برد و همراه با او قبر علی بن ابی‌طالب را دیده و از جای آن خبر داشته است. او به‌مدت بیست سال به آنجا می‌رفت و در آنجا نماز می‌خواند.